# Banco Agrícola y Pecuario Fútbol Club
Banco Agrícola y Pecuario Fútbol Club fue un club de fútbol profesional venezolano. 

## Historia
El club ganó su único título como Campeón de la Copa Venezuela (entonces llamada Copa Naciones) en 1960, delante del Deportivo Portugués.  Sucesivamente fue Subcampeón de la Primera División Venezolana en 1961. Tuvo como sede la ciudad de Caracas.
Formó parte de los equipos que participaron en la Primera División Venezolana 1961, quinto campeonato profesional del país, alcanzando el segundo lugar después del Deportivo Italia.
En este campeonato de 1961 su jugador Antonio Ravelo fue el goleador principal, con 11  goles.
Sucesivamente fue disuelto por problemas de presupuesto, como el "Banco Obrero FC" y el "Banco Frances e Italiano FC" (los otros dos equipos de "Banco" en el fútbol venezolano de Primera División).

## Palmarés
- Primera División Venezolana: un segundo lugar

Subcampeón 1961
- Copa Venezuela: un primer lugar

Campeón 1960